# Clostridium leptum
Clostridium leptum è una specie di batterio appartenente alla famiglia delle Clostridiaceae.